# Алберт Сајц
Алберт Блезијер Сајц (енгл. Albert Blazier Seitz, 16. август 1898 – 16. јул 1962) је био амерички обавештајац, припадник Канцеларије за стратешке услуге током Другог светског рата.
Налазио се у штабу генерала Драгољуба Драже Михаиловића.

## Биографија
Сајц се школовао на чувеној Војној академији Вест Поинт. Напустио је студије и постао инжењер.
На почетку Другог светског рата се придружио америчким маринцима и унапређиван је до чина потпуковника. Потом је прешао у Канцеларију за стратешке услуге и почео да се бави питањима стања у окупираној Југославији. Како је веровао да може доћи до уједињења снага генерала Михаиловића и Јосипа Броза, добио је надимак "Лоренс од Југославије", према Томасу Едварду Лоренсу ("Лоренс од Арабије"), који је ујединио Арапе у борби против Турака.
У Југославију се спустио 23. септембра 1943. године, заједно са бригадиром Чарлсом Армстронгом. Они су искочили из авиона и спустили се на планину Чемерно. Учествовао је у ослобођењу Вишеграда у октобру 1943. године. Тамо је присуствовао нападима на цивилно муслиманско становништво, које су поједини кривили зато што су усташе "клалe српске сељакe", али је онда стрељан један припадник ЈВуО и са одмаздама се престало.
О Николи Калабићу, команданту Горске краљеве гарде којем је поклонио свој револвер, Сајц је рекао:
Био је најзанимљивија личност четничког покрета. Висок, витак, снажне грађе, лепих црта лица, лако препознатљив. Имао је црну густу браду, која му је савршено пристајала и зелене очи које су просто стрељале.
Крајем марта 1944. године је одлетео са аеродрома код Берана за савезничку базу у Барију и тамо поднео извештај о стању у Југославији.
Након рата се посветио дипломатији и био војни аташе у дипломатским представништвима САД, док поједини извори наводе да је као припадник Централне обавештајне агенције организовао антикомунистичке герилце за устанак против Енвера Хоџе у Албанији.